# Francisco de Peraza I
Francisco de Peraza I (Salamanca, 1564 - Sevilla, 23 de juny, 1598). Germà més jove de Jerónimo de Peraza I i un intèrpret excepcionalment precoç.
Segons el pintor Francisco Pacheco en el seu llibre Libro de descripción de verdaderos retratos (Sevilla, 1599), natural de Salamanca, més segons altres, d'Ajofrín, poble de la jurisdicció del Capítol de Toledo. Els seus pares eren ambdós músics i el pare un gran intèrpret de xeremia. La família restà a València al servei dels Ducs de Calabria, des d'on passaren a Salamanca, i després, pel que sembla a Toledo. Tota la família Peraza vivia a Toledo, on rebien educació musical els seus fills, quan Francisco, segons relata Pacheco, va créixer fins a l'edat de divuit anys, i aquest anà a fer oposició d'organista de Sevilla amb els majors homes del seu temps, l'examen del qual, per ser molt entès en música, es trobà amb l'il·lustríssim cardenal Rodrigo de Castro.., hi havent vist que en l'oposició el mestre de capella Francisco Guerrero donava als opositors feines molt dificultoses de música, i que amb prou feines s'ajustaven, i que arribant a Francisco Peraza feia tantes diferencies vers el que Guerrero havia demanat, que procedia en infinit amb admiració dels circumstants, jutjant que era gracia natural.., sense més oposició feu instancia que se li donés el càrrec amb més de 200 ducats de fàbrica, i tots en Capítol unànime votaren. Això succeïa el 1582.
Als dos anys, el salari de Peraza s'havia incrementat substancialment; el 6 de juny es va adjudicar altres 1.000 reals anualment, la qual cosa li va donar un estipulació estretament en línia amb la de Guerrero. El mestre de capella va abraçar-lo generosament i va exclamar que tenia un àngel a cada dit. Philippe Rogier, el mestre de capella a Felip II, també el va mantenir molt alt. Com que era àmpliament demandat, Peraza sovint va perdre els papers i el capítol el va acomiadar el 27 de juny de 1590 per una absència llarga i no autoritzada, però el va restablir a finals d'aquest any.
Va ser l'únic organista espanyol de l'època que va conservar el retrat. Les nombroses composicions - teclats, villancicos, chanzonetes, motetes i sainetes (música de teatre), esmentades per Pacheco, el seu primer biògraf, ja no existeixen. La identitat de Pedraza o Peraza que va compondre una sola peça d'òrgan supervivent va substituir 'Medio registro alto, Tono I' (teclat dividit, 1ª manera), imprès en un manuscrit de l'Escorial del segle xvii a Antología de organistas clásicos ha estat disputada. Els nombrosos passatges seqüencials de la mà dreta donen a l'obra un sabor barroc, que situa Francisco de Peraza abans del seu temps si és veritablement seu.